# Campanula pendula
Campanula pendula är en klockväxtart som beskrevs av Friedrich August Marschall von Bieberstein. Campanula pendula ingår i släktet blåklockor, och familjen klockväxter. Inga underarter finns listade i Catalogue of Life.